# Ledeniško jezero
Ledeniško jezero je vodno telo, ki izvira iz delovanja ledenika. Nastanejo, ko ledenik razjeda zemljo in se nato stopi ter zapolni vdolbino, ki jo je ustvaril ledenik.

## Nastanek
Proti koncu zadnjega ledeniškega obdobja, pred približno 10.000 leti, so se ledeniki začeli umikati. Umikajoči se ledenik je za seboj pogosto pustil velike nanose ledu v kotanjah med drumlin ali hribi. Ko se je ledena doba končala, so se ta stopila in nastala so jezera. To je očitno v Lake District v severozahodni Angliji, kjer so postglacialni sedimenti običajno globoki med 4 in 6 metrov. Ta jezera so pogosto obkrožena z drumlini, skupaj z drugimi dokazi o ledeniku, kot so morena, eskerji in erozijske značilnosti, kot so ledeniške brazde in sledi trganja.
Ta jezera so jasno vidna na zračnih fotografijah reliefnih oblik v regijah, ki so bile v zadnji ledeni dobi poledenele.
Nastanek in značilnosti ledeniških jezer se razlikujejo glede na lokacijo in jih je mogoče razvrstiti v ledeniška erozijska jezera, z ledom blokirana jezera, morensko zajezena jezera, druga ledeniška jezera, supraglacialna jezera in subglacialna jezera.

### Ledeniška jezera in spreminjajoče se podnebje
Od poledenitve v majhni ledeni dobi je Zemlja izgubila več kot 50 % svojih ledenikov. To je skupaj s trenutnim povečanjem umikajočih se ledenikov, ki so posledica podnebnih sprememb, povzročilo premik od zamrznjene k tekoči vodi, kar je povečalo obseg in prostornino ledeniških jezer po vsem svetu. Večino današnjih ledeniških jezer najdemo v Aziji, Evropi in Severni Ameriki. Območje, kjer se bo nastajanje jezer najbolj povečalo, je območje južne Tibetanske planote zaradi ledenikov, pokritih z naplavinami. To povečanje nastajanja ledeniških jezer prav tako kaže na povečano pojavljanje poplavnih dogodkov ob izbruhu ledeniških jezer, ki jih povzročijo zajezitve in posledično lomljenje morene in ledu.

## Sedimenti
Količina usedlin, najdenih v ledeniških jezerih, se spreminja in ima splošno stratigrafsko zaporedje organskega blata, ledeniške gline, meljaste gline in peska glede na čas nastanka.
Sčasoma se sedimenti ledeniškega jezera spreminjajo. Kot je razvidno iz angleškega Lake District, plasti sedimentov na dnu jezer vsebujejo dokaze o stopnji erozije. Elementna sestava sedimentov ni povezana z jezeri samimi, temveč z migracijo elementov v tleh, kot sta železo in mangan.
Porazdelitev teh elementov v jezerski strugi je pripisana stanju povodja in kemični sestavi vode.
Na odlaganje usedlin lahko vpliva tudi aktivnost živali; vključno s porazdelitvijo biokemičnih elementov, ki so elementi, ki jih najdemo v organskih organizmih, kot sta fosfor in žveplo.
Količina halogenov in bora, najdenih v sedimentih, spremlja spremembo erozijske aktivnosti. Hitrost odlaganja odraža količino halogena in bora v odloženih sedimentih.
Odrgnitveni učinek ledenikov razprši minerale v kamnini, čez katero gre ledenik. Ti zdrobljeni minerali postanejo usedlina na dnu jezera, nekaj kamnine pa se suspendira v vodnem stolpcu. Ti suspendirani minerali podpirajo veliko populacijo alg, zaradi česar je voda videti zelena.

## Biotski ekosistem
Biotska raznovrstnost in produktivnost sta v ledeniških jezerih običajno nižji, saj lahko le vrste, ki so odporne na mraz in so prilagojene na mraz, prenesejo njihove težke razmere. Ledeniška kamena moka in nizke ravni hranil ustvarjajo oligotrofno okolje, kjer prebiva malo vrst planktona, rib in bentoških organizmov.
Preden postane jezero, prve stopnje ledeniške recesije stopijo dovolj sladke vode, da nastane plitva laguna. V primeru islandske ledeniške lagune Jökulsárlón, ki je na robu Atlantskega oceana, plimovanje prinese vrsto ribjih vrst na rob ledenika. Te ribe privabljajo obilico plenilcev od ptic do morskih sesalcev, ki iščejo hrano. Ti plenilci vključujejo favno, kot so tjulnji, polarna čigra in bodičasta govnačka (Stercorarius parasiticus).
Ledeniška jezera, ki so nastajala dlje časa, imajo bolj raznolik ekosistem favne, ki izvira iz sosednjih pritokov ali drugih ledeniških refugijev. Na primer, številne avtohtone vrste v porečju velikih jezer so v zadnjih 14.000 letih vstopile prek zatočišča v porečju Misisipija.

## Družbene perspektive
Ledeniška jezera delujejo kot skladišča sladke vode za obnavljanje vodne oskrbe v regiji in služijo kot potencialni proizvajalci električne energije iz hidroelektrarn.
Estetska narava ledeniških jezer lahko spodbudi tudi gospodarsko dejavnost s privlačnostjo turistične industrije. Na tisoče turistov vsako leto obišče ledeniško laguno Jökulsárlón na Islandiji, da se udeležijo komercialnih izletov z ladjo, vsaki dve do štiri leta pa na tisoče obišče ledeniško Argentinsko jezero v Argentini, da bi bili priča sesedanju ciklično oblikovanega loka ledu z ledenika Perito Moreno, zaradi česar je ena največjih potovalnih destinacij v Patagoniji.

## Galerija
- Sedem rilskih jezer v Bolgariji
- Ibón de Sabocos, v dolini Tena, Španija. "Ibón" je lokalna beseda v aragonščini za ledeniška jezera
- Jökulsárlón, ledeniško jezero na Islandiji. Desno ustje ledenika Vatnajökull
- Ledeniška jezera, iz katerih izvira reka Marica, videna z Musale, gore Rila, Bolgarija
- Pogled na jezero Como v Lombardiji, severna Italija, ledeniško jezero v Alpah
- Laminirani glinenec iz ledeniškega jezera Missoula, Montana, Združene države
- Jezero Katora v dolini Kumrat v Pakistanu
- Jezero Dudipatsar v dolini Kaghan, Pakistan
- Jezero Ratti Gali v dolini Neelum v Pakistanu
- Eno od Samodivskih jezer, gora Pirin, Bolgarija
- Tasmansko jezero, Nova Zelandija
- Jezero Kaniere na zahodni obali Nove Zelandije
- Jezero Gopło v pokrajini Cuyavia na Poljskem, pogled z mišjega stolpa